# Einbäume von Kempfenhausen
Die mehr als zehn dokumentierten Einbäume vom Starnberger See, darunter die Einbäume von Kempfenhausen Gemeinde Berg gehören zu den ältesten Bayerns. 

## Auffindung
Der älteste Einbaum wurde 1986 im Bereich der Roseninsel entdeckt und konnte anhand dendrochronologischer Untersuchungen in die Urnenfelderzeit (900 v. Chr.) datiert werden. Ein Einbaum aus der Gegend von Seeheim wurde dagegen erst zwischen 980 und 1150 n. Chr. angefertigt. 
Eine Bestandsaufnahme aus dem Jahre 1842 listet neben 4 großen Transportschiffen und 74 Bretterbooten auch 50 auf dem See eingesetzte Einbäume auf. Gegenüber Bretterbooten waren sie robuster und langlebiger und galten als traditionelle Fischerboote. Für das Fischen mit dem großen Zugnetz, die bis ins 20. Jahrhundert gebräuchlichen Fangmethode, waren sie gut geeignet. Die aufwendige Art ihrer Herstellung sowie der Mangel an geeigneten Eichenstämmen kann in der Folge zum Verschwinden der urtümlichen Bootsform geführt haben. 
Im Jahre 2000 führten unterwasserarchäologische Prospektionen zur Entdeckung eines weiteren Einbaums vor Kempfenhausen am Ostufer des Sees. Seine Dokumentation erfolgte 2001. Das Boot ist 5,38 m lang und 0,62 (Heck) bis 0,52 m (Bug) breit. Das Heck ist mit einer Wandstärke von mehr als 10 cm massiv, während der Bug verjüngend und leicht nach oben gezogen ausläuft. Zwei Querrippen trennen Bug- und Heckteil vom restlichen Bootsinnenraum. Da der Höhenunterschied zwischen den Querrippen und der Bordwand bzw. dem Boden nur 6 bis 8 cm beträgt, dürften diese kaum als Schotte fungiert haben. Eine halbrunde etwa 10 cm lange Einkerbung auf der Steuerbordseite, in Höhe der hinteren Querrippe, könnte der Aufnahme eines Ruders gedient haben. 
Die Steuerbordseite ist vollständig (25 bis 30 cm hoch). Die Backbordseite ist wesentlich schlechter erhalten. Dies wird in der Bootsmitte deutlich, die z. T. keine Wandung mehr aufweist. Belege für den desolaten Zustand sind auch die beiden großen Defekte und die massiven Risse, die den Einbaum zum Bug hin durchziehen. Die Tatsache, dass sich gerade die stark beschädigte Backbordseite unter Seekreidesediment befand und die gut erhaltene Steuerbordseite ungeschützt aus dem Sediment ragte, lässt die Überlegung zu, dass der Einbaum den schädigenden Einflüssen in anderer Lage ausgesetzt war und später an den Fundort gebracht wurde. Besonders kommt eine zumindest intermittierende Lagerzeit außerhalb des Wassers infrage. Dafür sprechen die langen Risse auf der Backbordseite, die an Trockenrisse erinnern. 
Es gelang nicht, Hinweise auf eine Verbindung des Einbaumes zur nahegelegenen, neolithischen Pfahlbausiedlung von Kempfenhausen zu ermitteln. Angesichts des Problematik der zeitlichen Einordnung entschloss man sich zu einer Analyse des Bootes mithilfe der 14C-Datierung. Diese ergab eine erste Grobdatierung zwischen 485 und 45 v. Chr. Weitere Analysen werden zeigen, ob bei der Fertigung, wie bei insgesamt 86 % aller Einbäume, Eichenholz verwendet wurde. 
Ein Einbaum aus der Latènezeit wurde 1994 am Südufer des Chiemsees entdeckt und zwischen 395 und 210 v. Chr. datiert.